# (25472) Joanoro
(25472) Joanoro és un asteroide descobert el 6 de desembre de 1999 per l'astrònom tortosí Jaume Nomen i Torres al seu Observatori de L'Ametlla de Mar al Baix Ebre. La designació provisional que va rebre era 1999 XL36. El descobridor va tenir a bé de dedicar-lo al bioquímic català Joan Oró i Florensa (1923 - 2004), nascut a Lleida, especialista en l'origen de la vida i les possibilitats de la seva presència extraterrestre.